# 猿猴橋町停留場
猿猴橋町停留場（日语：／ Enkobashi-cho teiryūjō */?），又稱猿猴橋町電車站曾是位於廣島縣廣島市南區猿猴橋町，屬於廣島電鐵本線的電車站。車站編號為M2。此站因廣電的新軌道線站前大橋線開通，而於2025年8月2日停止營運，並於隔日廢站。

## 歷史
此站是在1912年（大正元年）11月，本線廣島站前至紙屋町之間開通時同日啟用。在太平洋戰爭下，於1942年（昭和17年）一度廢止。後來由於當地住民請願，於戰後1949年（昭和24年）再次啟用。
隨著廣島市發表「廣島站南口廣場之再開發等基本方針」，本線改變走線，改經站前大橋。2025年（令和7年）8月3日，廣島電鐵本線廣島站至的場町之間的各站（包含本站）正式廢止。
- 1912年（大正元年）11月23日 - 本線廣島站前至紙屋町之間開通，此站啟用[4]。
- 1942年（昭和17年）5月 - 車站廢止[4]。
- 1949年（昭和24年）3月1日 - 車站重啟[4]。
- 1955年（昭和30年）10月17日 - 車站暫停營業，於同年12月22日重啟[6]。
- 2025年（令和7年）8月2日 - 此站因站前大橋線開通而停止營運，並於隔日廢站[7][8][9][10]。

## 電車站構造
此站建在共用行車道上，並設有2面2線的相對式低地台月台（千鳥式月台），兩月台之間為猿猴橋町4番路口。從路線起點觀看此電車站，於路口前是廣電西廣島站方向的下行月台，於路口後方是廣島站方向的上行月台。由於月台比較狹窄，在廣播下一站資訊時會同時廣播提醒下車時需要小心。
曾經此站沒有月台，當時在道路上劃分為電車乘車處（安全島），與現時小網町停留場的情況相同。後來在1974年（昭和49年）加設了月台。隨著廣島電鐵引入大型電車，月台進行了延長工程。當3卡或5卡的接掛車停靠此站時，只有鄰近駕駛席的車門才會打開。此站沒有列車進站顯示牌和月台上蓋，但是設有電車站廣播系統。

### 運行系統
此電車站是本線電車站之一。0、1、2、5、6系統會駛入此站。
| 下行月台 | 0號線                         | 經紙屋町前往廣電本社前、日赤醫院前             |
| 下行月台 | 1號線                         | 經紙屋町前往廣島港                             |
| 下行月台 | 2號線                         | 前往廣電宮島口、廣電西廣島                     |
| 下行月台 | 5號線                         | 經比治山下前往廣島港、宇品二丁目、皆實町六丁目 |
| 下行月台 | 6號線                         | 前往江波                                       |
| 上行月台 | 1號線 · 2號線 · 5號線 · 6號線 | 前往廣島站                                     |

### 廢站後狀況
隨新線路通車後，相關的路軌和月台均已被圍欄所圍封，一般人士已經不能夠再進入相關範圍。

## 使用狀況
根據廣島電鐵上繳國土交通省有關「實施移動等圓滑化相關事宜」（移動等円滑化に関する取り組み）報告中，本站的使用人數如下：
| 乘降人員推算 | 乘降人員推算     | 乘降人員推算   |
| 年度         | 1日平均 乘降人次 | 出處           |
| ------------ | ---------------- | -------------- |
| 2021         | 1,635            | [ 廣電統計 1 ] |
| 2022         | 1,993            | [ 廣電統計 2 ] |
| 2023         | 2,251            | [ 廣電統計 3 ] |
| 2024         | 2,371            | [ 廣電統計 4 ] |

## 電車站周邊
電車站鄰近廣島站停留場。電車站名稱來自猿猴橋和猿猴川，從電車站以西步行3分鐘即可到達該處。
- 廣島信用金庫（日语：広島信用金庫）廣島站前分店
- Orita藥局
- 大阪屋
- 廣島市留學生會館
- 廣島Ark酒店
- BIG FRONT廣島（日语：広島駅南口再開発計画#シティタワー広島・BIG FRONTひろしま（Bブロック））
- EKI CITY廣島（日语：広島駅南口再開発計画#グランクロスタワー広島・EKI CITY広島（Cブロック））

## 相鄰電車站
廣島電鐵
■本線
廣島（M1）－猿猴橋町（M2）－的場町（M3）

### 附注
1. ↑  實際，本線紙屋町至櫓下之間已經竣工，但是由於發生一些問題，使開通區間只限廣島站前與紙屋町之間，該紙屋町至櫓下之間區間於2週間後才開通[2][3]。

### 統計資料
1. ↑  2021年度 移動等円滑化取組報告書（軌道停留場），第3頁。
2. ↑  2022年度 移動等円滑化取組報告書（軌道停留場） （页面存档备份，存于），第3頁。
3. ↑  2023年度 移動等円滑化取組報告書（軌道停留場），第3頁。
4. ↑  2024年度 移動等円滑化取組報告書（軌道停留場），第3頁。

## 外部連結
- 猿猴橋町 | 電車情報：電停指南 （页面存档备份，存于）（日語） - 廣島電鐵
- 猿猴橋町 | 電車情報：電停ガイド （页面存档备份，存于） - 広島電鉄